# Споменик у Барју
Споменик у Барју, надомак Лесковца, подигнут је на месту на коме су погинули лесковачки борци у грађанском рату вођеном током Другог светског рата у Југославији. Споменик је подигнут 7. јула 1950. године од стране Савеза бораца НО рата Среза Лесковац.

## Натпис
На овом месту у крвавој борби против домаћих издајника 10 децембра 1943. г. јуначки су дали своје животе за слободу и независност наших народа
Благоје Костић - Црни Марко командант I кукавичког батаљона
Никола Турчиновић - Драшко командант II батаљона II бригаде
Њихова храброст служиће за пример новим поколењима.